# Otto Ackermann (direttore d'orchestra)
Otto Ackermann (Bucarest, 18 ottobre 1909 – Köniz, 9 marzo 1960) è stato un direttore d'orchestra rumeno.

## Biografia
Studiò direzione d'orchestra al Conservatorio di musica e arte drammatica di Bucarest e, in seguito alla Scuola superiore di musica di Berlino, con George Szell e Walther Gmeindl.
Il suo primo incarico importante fu quello di Kapellmeister al Teatro dell'Opera di Düsseldorf dal 1927. Divenne quindi primo direttore d'orchestra (1932-35) presso il Deutsches Theater di Brno; dal 1935 al 1947 fu direttore presso lo Stadttheater di Berna. Fu poi direttore d'orchestra e direttore artistico al Volksoper di Vienna dal 1947 al 1952. Passò allo Stadttheater di Zurigo, dove fu primo direttore d'orchestra dal 1949 al 1955 e, dal 1958, anche direttore artistico. 
Dal 1954 al 1958 fu direttore stabile e sovrintendente al Teatro dell'Opera di Colonia. Fu inoltre direttore ospite alla Staatsoper di Vienna, al teatro lirico di Monaco di Baviera e in vari teatri italiani. Tornò all'Opera di Zurigo nel 1958, ma si ammalò gravemente l'anno successivo e morì nel 1960.
L'attività di Otto Ackermann si è svolta in prevalenza nell'ambito dell'opera lirica e dell'operetta, ma sono assai numerose le direzioni di musica sinfonica e di concerti con solisti. Ciò lo ha portato a collaborazioni con i più grandi artisti del suo tempo, tra i quali: Géza Anda, Elisabeth Gilels, Arthur Grumiaux, Clara Haskil, Hannes Kann, Leonid Kogan, Louis Kaufman, Dinu Lipatti, Evgenij Malinin, Benno Moiseiwitsch, Frank Pelleg, William Primrose, Paul Tortelier, e tra i cantanti Elisabeth Schwarzkopf, Wilma Lipp, Christa Ludwig, Inge Borkh, Erich Kunz, Nicolai Gedda, Eberhard Waechter, Walter Berry, Fritz Uhl, Giulietta Simionato, Nicola Rossi-Lemeni, Rolando Panerai, Michel Sénéchal.

### In Italia
Otto Ackermann è stato ospite di molti teatri italiani e vi ha diretto numerose produzioni.
Nel novembre 1946 diresse Così fan tutte al Teatro Comunale di Bologna;  nel novembre 1948 diresse Don Pasquale e Boris Godunov, e nel novembre 1949 Il barbiere di Siviglia, nuovamente al Teatro Comunale di Bologna.
Nel 1952 al Teatro Verdi di Trieste presentò Angélique di Jacques Ibert e, al Teatro Carlo Felice di Genova, Une education manquée di Emmanuel Chabrier.
Nel 1953 al Teatro La Fenice di Venezia diresse Il crepuscolo degli dei di Richard Wagner; al Teatro Nuovo di Torino L'Heure espagnole e Une education manquée di Chabrier e Angélique di Ibert.
Al Teatro alla Scala di Milano, nel 1955 diresse La Valchiria e nel 1956 Don Giovanni: in quel caso fu anche regista dello spettacolo.

## Discografia parziale
- Johann Sebastian Bach: Concerto per due violini in Re minore; Concerto per violino in mi maggiore; violini Leonid Kogan e Elisabeth Gilels, Philharmonia Orchestra, 1956;
- Ludwig van Beethoven, Concerto per pianoforte e orchestra n. 5 "Imperatore", Hannes Kann pianoforte, Netherlands Philharmonic Orchestra, 1953;
- Ludwig van Beethoven: Sinfonia n. 7 in La maggiore op. 92, Zurich Tonhalle Orchestra, 1955;
- Johannes Brahms, Sinfonia n. 3 op. 90, Orchestra sinfonica Tonhalle De Zurich, 1953;
- Ferruccio Busoni: Turandot, Charles Gillig, Melitta Muszely, Melanie Geissler, Fritz Uhl, Gottfried Fehr, Orchestra di Berna, Berner Kammerchor, 1979;
- Fryderyk Chopin: Grande fantasia su arie polacche op. 13; Antonin Dvořák: Serenata per fiati in Re minore op. 44; Hannes Kann pianoforte, Netherlands Philharmonic Orchestra, 1954
- Antonín Dvořák, Concerto in Si minore per violoncello e orchestra op. 104; Paul Tortelier violoncello, Orchestre Tonhalle De Zurich, Guilde Internationale Du Disque, 1950;
- Antonín Dvořák: Sinfonia n. 9 op.95, "Dal Nuovo Mondo; Zurich Tonhalle Orchestra, 1955;
- Edvard Grieg: Concerto per pianoforte e orchestra op. 16; Robert Schumann: Concerto per pianoforte e orchestra op.54, Benno Moiseiwitsch pianoforte, Philharmonia Orchestra, 1953;
- Johann Nepomuk Hummel, Concerto in La minore per pianoforte e orchestra op. 85; Muzio Clementi, Sonata op. 40 n. 2; Artur Balsam pianoforte, Winterthur Symphony Orchestra, 1953;
- Franz Lehár: La vedova allegra, Anton Niessner, Emmy Loose, Erich Kunz, Elisabeth Schwarzkopf, Nicolai Gedda, Otakar Kraus, Josef Schmidinger, Orchestra e Coro Philharmonia, Naxos Records, 1953;
- Franz Lehár: Il paese del sorriso e altre operette scelte, E. Schwarzkopf, N. Gedda, E. Loose, E. Kunz, Philharmonia Orchestra, Naxos Records;
- Franz Liszt: Concerto per pianoforte e orchestra n. 1 in Mi bemolle maggiore, Fantasia su arie popolari ungheresi per pianoforte e orchestra, Géza Anda pianoforte, Philharmonia Orchestra, 1956;
- Felix Mendelssohn: Quartetto con pianoforte in Si minore op. 3 n.3; 'Serenata e Allegro Giojoso op.43 per pianoforte e orchestra, Frank Pelleg pianoforte, Winterthur String Quartet, Netherlands Philharmonic Orchestra, 1954;
- Felix Mendelssohn: Concerto per violino e orchestra op. 64, Louis Kaufman violino, Netherlands Philharmonic Orchestra; 1955;
- Wolfgang Amadeus Mozart, Concerto per violino in Re maggiore "Adelaide"; Sinfonia n. 17 in Sol maggiore K.129; Sinfonia n. 26 in Mi bemolle maggiore K.184; violino Louis Kaufman, Netherlands Philharmonic Orchestra, 1953;
- Wolfgang Amadeus Mozart: Sinfonia concertante per violino, viola e orchestra in Si bemolle maggiore K 364, solisti Arthur Grumiaux e William Primrose, 1955; Fryderyk Chopin: Concerto per pianoforte e orchestra in Mi minore, solista Dinu Lipatti, 1950; Archipel 2010;
- Wolfgang Amadeus Mozart: Concerto per pianoforte e orchestra n. 26 (dell'Incoronazione), Frank Pelleg pianoforte, Zurich Tonhalle Orchestra, 1955;
- Wolfgang Amadeus Mozart: Die Entführung Aus Dem Serail opera in 3 atti; Das Kölner Gürzenich-Orchester, Der Kölner Operchor, 1955;
- Sergej Prokof'ev: Pierino e il lupo, Orchestre Philharmonique Néerlandais, 1955;
- Sergej Rachmaninov: Concerto per pianoforte e orchestra n. 2; Fryderyk Chopin: Notturno n. 8 in Re bemolle maggiore, Evgenij Malinin pianoforte, Philharmonia Orchestra, 1956
- Franz Schubert, Sinfonia n. 8 "Incompiuta", Zurich Tonhalle Orchestra, 1953;
- Robert Schumann: Concerto per pianoforte e orchestra op.54; Fantasiestucke; Benno Moiseiwitsch pianoforte, Philharmonia Orchestra, 1954;
- Robert Schumann: Sinfonia n. 4, Ouverture dall'opera Genoveva, Orchestra sinfonica della radio di Francoforte, 1959;
- Johann Strauss Jr.: Eine Nacht in Venedig, E. Schwartzkopf, Coro e Orchestra Philharmonia, Naxos Records, 2007;
- Johann Strauss Jr.: Il pipistrello (Die Fledermaus), Karl Terkal, Gerda Scheyrer, Wilma Lipp, Eberhard Waechter, Christa Ludwig, Walter Berry, Philharmonia Orchestra, The Art Of Singing, EMI, 2001;
- Johann Strauss Jr.: Wiener Blut, E. Schwarzkopf, N. Gedda, E. Kunz, Philharmonia Orchestra, Angel Records, 1954;
- Johann Strauss Jr.: Der Zigeunerbaron, N. Gedda, E. Schwarzkopf, E. Kunz, Erika Köth, Coro e Orchestra Philharmonia, EMI, 1958;
- Richard Strauss, Il cavaliere della rosa, Orchestra filarmonica di Vienna, 1950
- Richard Strauss: Vier letzte Lieder, Arabella Highlights, E. Schwarzkopf, Philharmonia Orchestra, Naxos Records 2006;
- P. I. Tchaikovsky: Sinfonia n. 6 in Si minore "Patetica" op. 74, Zurich Tonhalle Orchestra, 1955;
- Richard Wagner: I maestri cantori di Norimberga, Preludi atto primo e atto terzo; Tannhäuser, Overture, Tonhalle-Orchester Zürich, 1955;
- Richard Wagner: L'oro del Reno, Heinz Rehfuss, Inge Borkh, Alois Pernerstorfer, Berner Stadtorchester, (Berna 1951);
- Carl Maria von Weber: Der Freischütz, Wiener Philharmoniker, Wiener Staatsopernchor, 1956;